# Adullamitis
Adullamitis é um gênero de traça pertencente à família Agonoxenidae.